# 오스트리아계 오스트레일리아인
오스트리아계 오스트레일리아인은 오스트리아 출신이거나 혈통이 오스트리아인인 오스트레일리아인 시민 또는 오스트리아에서 이주한 오스트레일리아 영주권자를 의미한다. 수천 명의 오스트리아계 오스트레일리아인이 있으며, 이들 중 다수는 1850년대 골드 러시 시대에 도착한 조상으로 거슬러 올라간다. 다른 이들은 제1차 세계 대전 이후에 왔으며, 전쟁 중 오스트레일리아에 거주하는 비귀화 오스트리아-헝가리인들은 억류되었다. 1920년 이민법은 더 많은 오스트리아인의 입국을 막았고, 1933년에는 빅토리아주에만 286명의 오스트리아 태생 사람이 있었다.
제2차 세계 대전 중, 나치가 오스트리아를 점령한 후 상당수의 오스트리아계 유대인이 오스트레일리아로 피난했다. 1942년에는 전국에 2,000명이 넘는 오스트리아계 유대인이 있었다. 빅토리아주에 거주하는 오스트리아인의 수는 1960년대에 8,615명으로 정점을 찍은 후, 이후 수십 년 동안 감소했다. 2006년 기준으로 총 4,913명의 오스트리아 태생 빅토리아주 거주자가 기록되었다.
종교적으로는 대부분 로마 가톨릭이며, 그 다음으로 무종교가 많다.

## 주목할 만한 인물
- 피터 아벨레스
- 미카엘 밭코
- 주디 카삽
- 만프레드 클라인즈
- 이그나츠 프리드만
- 미카엘 가웬다
- 제럴드 강글바우어
- 마틴 글래스너
- 막시밀리안 폰 괴첸-이투르비데
- 리차드 골드너
- 닉 그라이너
- 에릭 그로스
- 스테판 하그

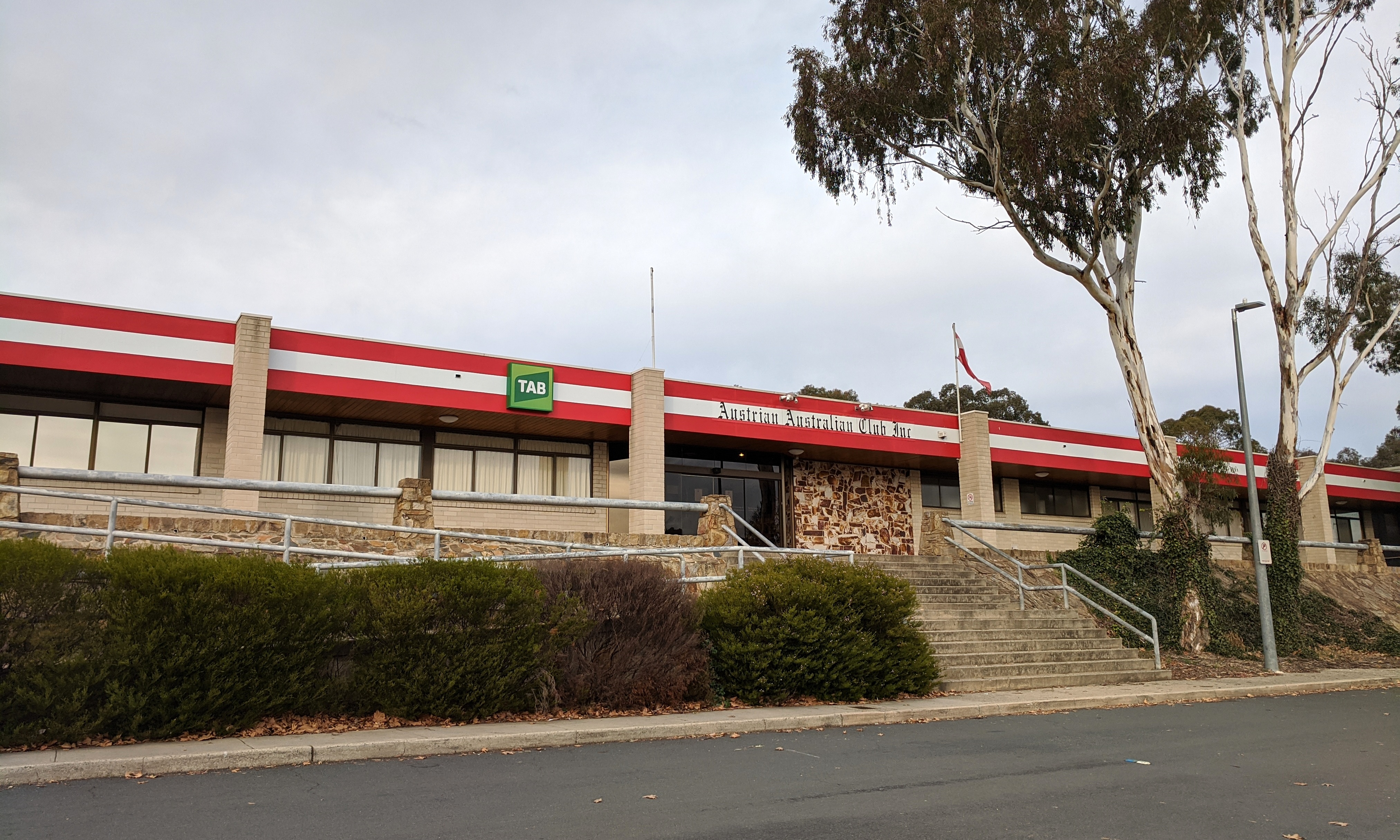
캔버라의 오스트리아 오스트레일리아 클럽

- 올렉산드르 바실리오비치 "알렉스" 예사울렌코
- 루이 카한
- 딕 클루그만
- 모니카 코스
- 저스틴 레피치
- 존 뉴먼
- 말린 노르스트
- 구스타프 노살
- 하인츠 리글러
- 레스 루시치
- 해리 세이들러
- 피터 싱어
- 피터 쿠루비타
- 프란츠 스탐플
- 존 한스 슈트로
- 멜리사 티카우츠
- 유진 폰 게라드
- 마커스 주삭

## 같이 보기
- 오스트레일리아-오스트리아 관계
- 독일계 오스트레일리아인